# Опс (коммуна)
Опс (фр. Aups) — коммуна на юго-востоке Франции в регионе Прованс — Альпы — Лазурный берег, департамент Вар, округ Бриньоль, кантон Флейоск.
Площадь коммуны — 64,15 км², население — 2029 человек (2006) с тенденцией к росту: 2113 человек (2012), плотность населения — 33,0 чел/км².

## Население
Население коммуны в 2011 году составляло — 2104 человека, а в 2012 году — 2113 человек.
| 1962 | 1968 | 1975 | 1982 | 1990 | 1999 | 2006 | 2008 | 2011 | 2012 |
| ---- | ---- | ---- | ---- | ---- | ---- | ---- | ---- | ---- | ---- |
| 1442 | 1488 | 1500 | 1652 | 1796 | 1903 | 2029 | 2065 | 2104 | 2113 |

Динамика населения:

## Экономика
В 2010 году из 1 228 человек трудоспособного возраста (от 15 до 64 лет) 829 были экономически активными, 399 — неактивными (показатель активности 67,5 %, в 1999 году — 66,1 %). Из 829 активных трудоспособных жителей работали 701 человек (355 мужчин и 346 женщин), 128 числились безработными (52 мужчины и 76 женщин). Среди 399 трудоспособных неактивных граждан 82 были учениками либо студентами, 172 — пенсионерами, а ещё 145 — были неактивны в силу других причин.
На протяжении 2010 года в коммуне числилось 991 облагаемое налогом домохозяйство, в котором проживало 2071,5 человек. При этом медиана доходов составила 16 тысяч 485 евро на одного налогоплательщика.

## Достопримечательности (фотогалерея)

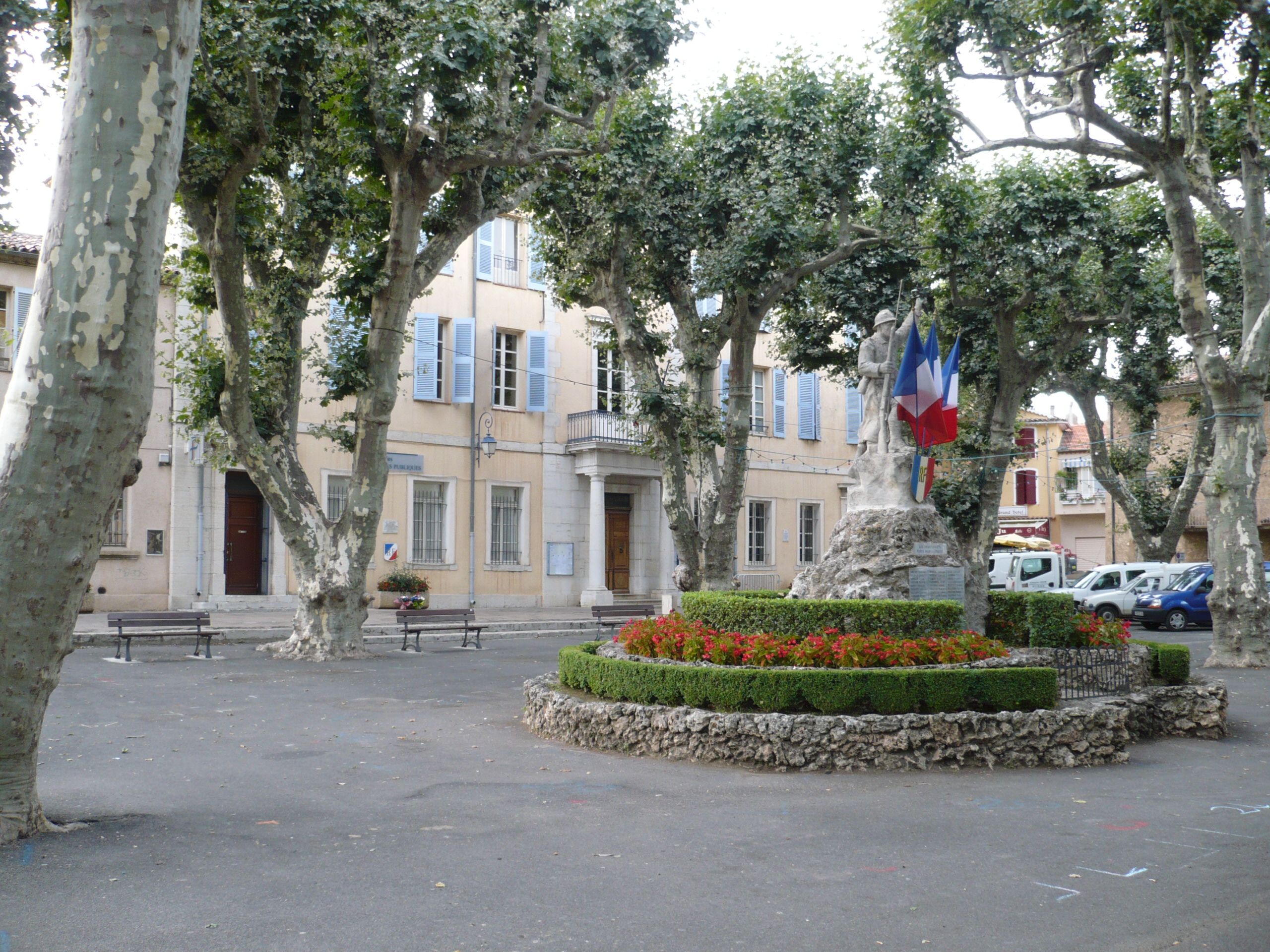
Площадь перед мэрией
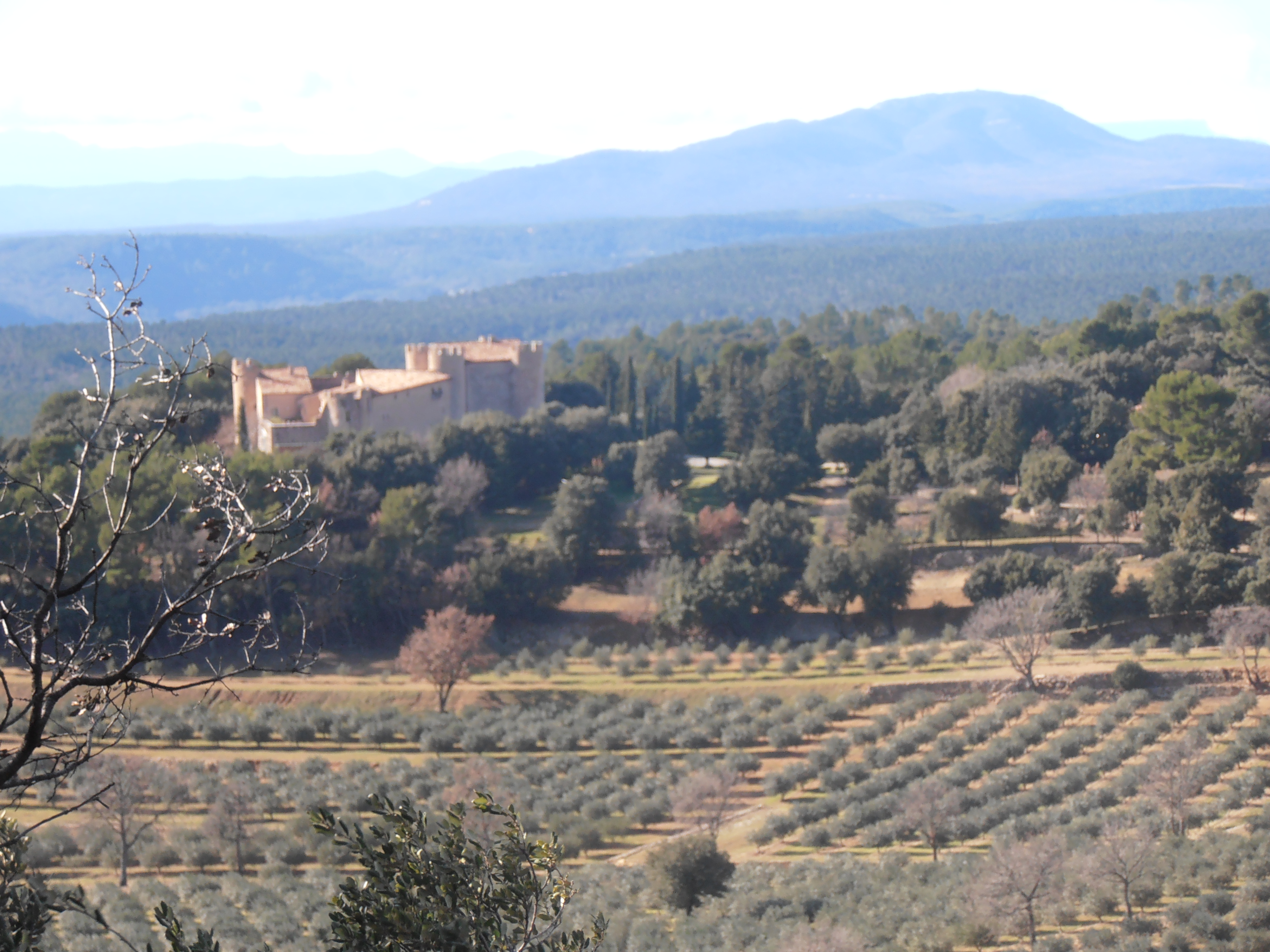
Шато Тауренн в оливковой роще
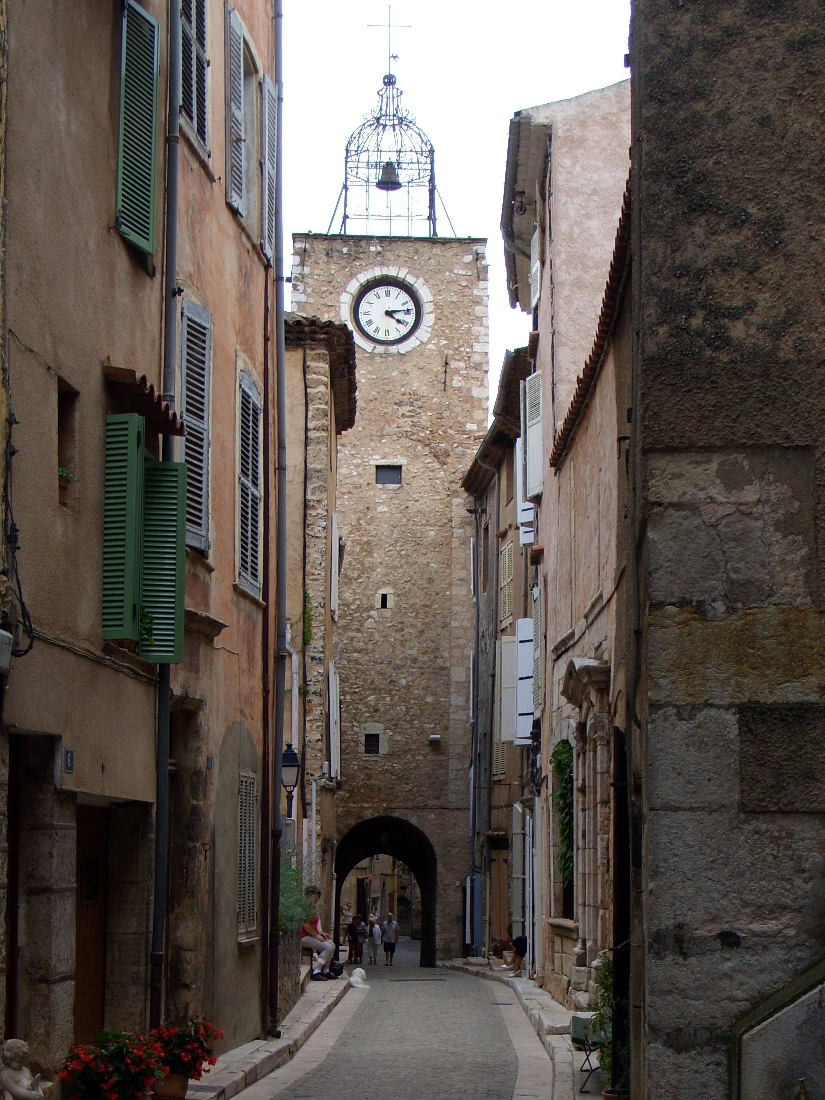
Средневековая улица
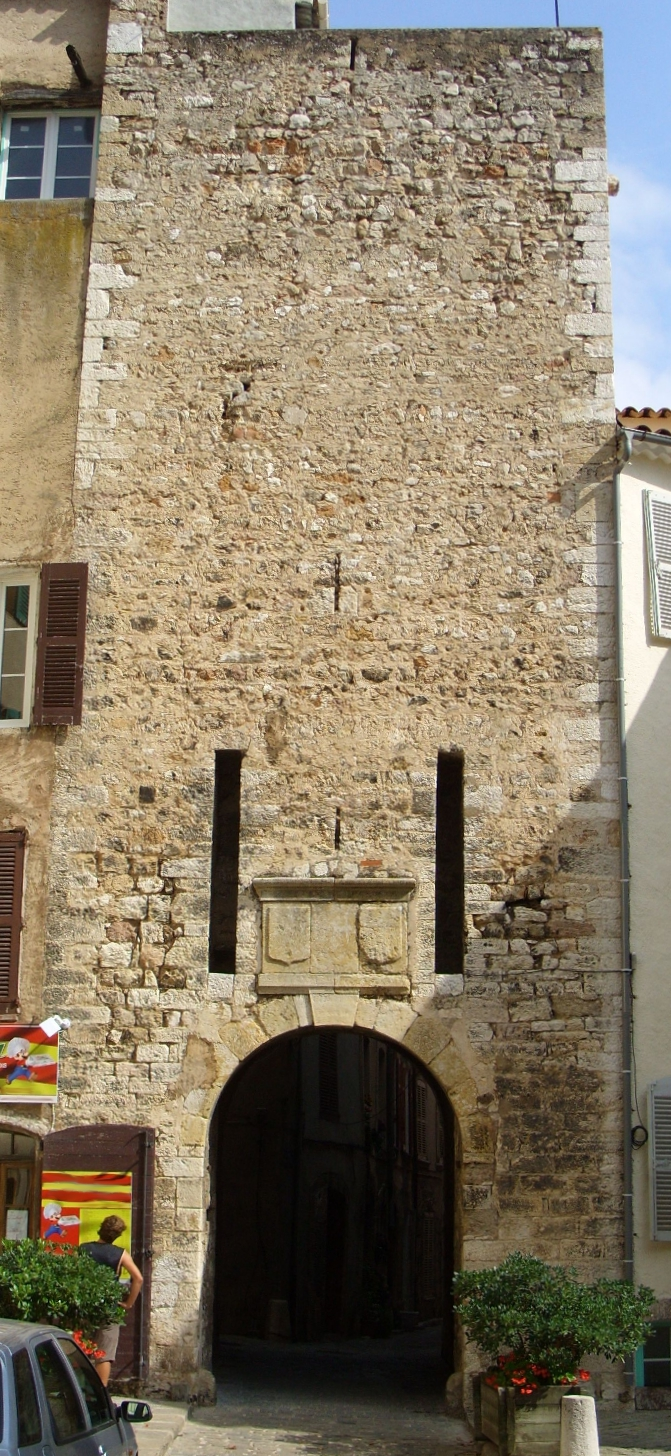
Башня Сарацинов с воротами
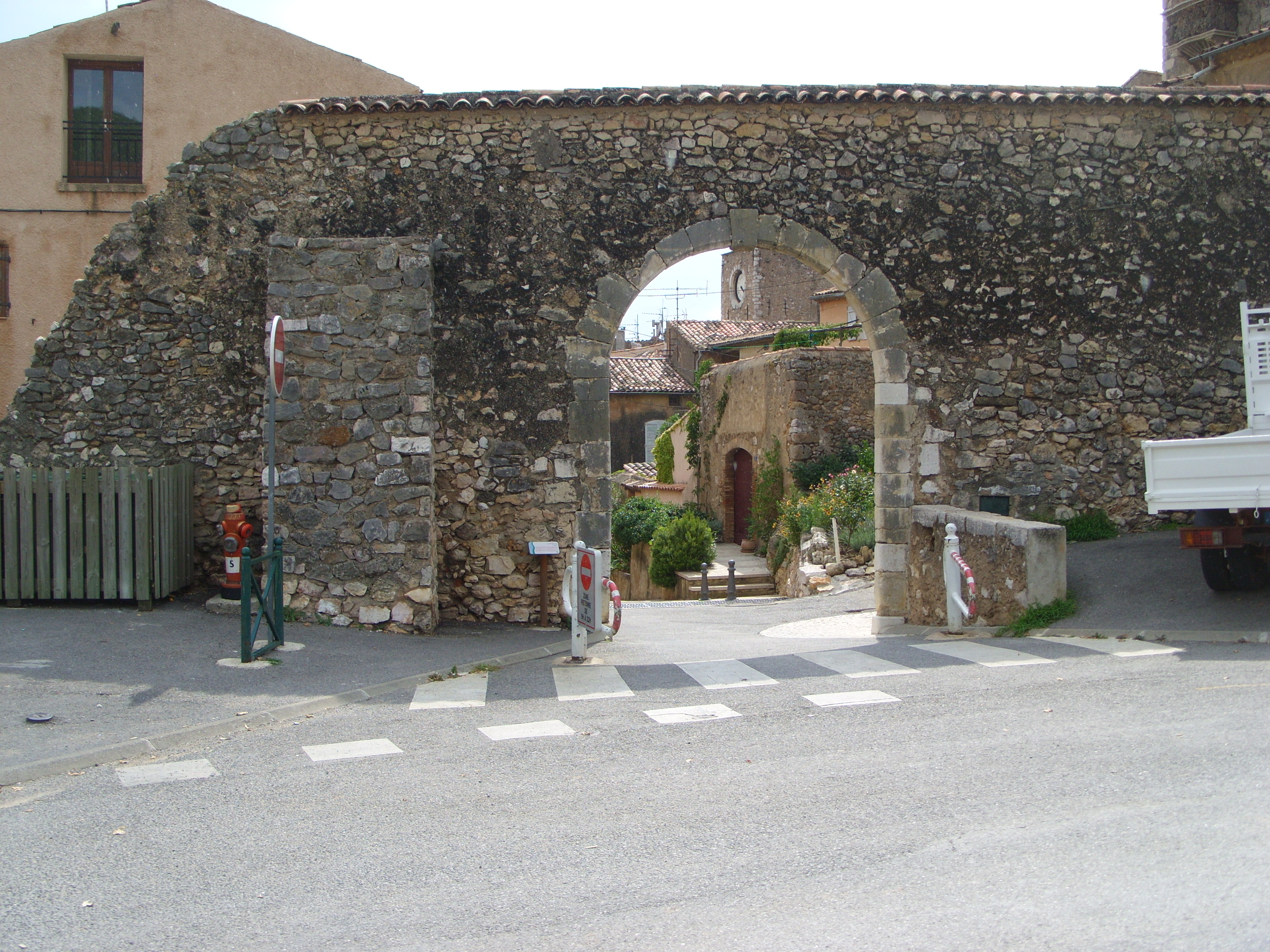
Средневековые ворота
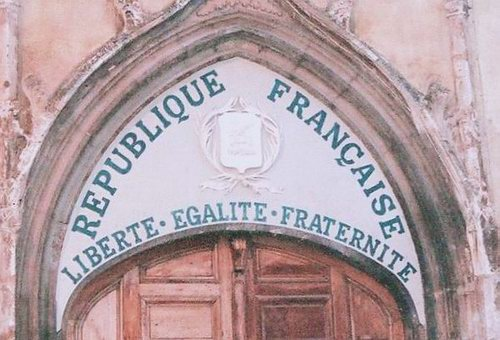
Тимпан церкви Св. Панкратия